# Sint-Stephanuskerk (Bornerbroek)
De Sint-Stephanuskerk is een rooms-katholieke zaalkerk, gebouwd in de stijl van de Delftse School, in Bornerbroek in de Nederlandse provincie Overijssel.
De kerk is sinds 1997 een rijksmonument vanwege onder andere de Delftse School architectuur en de gaafheid en hoge kwaliteit van het interieur. In 1920 is deze in traditionalistische stijl vergroot door architect Kropholler.

## Geschiedenis
Voordat in 1803 de eerste rooms-katholieke kerk in Bornerbroek werd geopend, maakte men  gebruik van een schuilkerk. De bouw van een officieel katholiek kerkgebouw werd vanaf 1795 mogelijk door de invoering van godsdienstvrijheid.
De eerste pastoor van Bornerbroek en initiatiefnemer van de bouw was Johannes Henricus te Winkel, geboren in Tubbergen. Hij was kapelaan in Borne geweest.
Hoe de kerk er  uitzag is niet bekend.

## Verbouwingen
In de loop der jaren is er verschillende keren verbouwd.
In 1834 werd het een Waterstaatskerk met een karakteristieke brede voorgevel.
In 1857 is de kerk vergroot en in 1868 bouwt architect G. te Riele er een priesterkoor aan. 
In 1920 verbouwt architect Kropholler de kerk. Hij laat het schip staan maar het waterstaatskarakter verdwijnt, want hij plaatst een nieuwe voorgevel. Kropholler gebruikt daarvoor traditionele materialen zoals baksteen en natuursteen. Er komt ook een nieuwe koorafsluiting en een verhoogd dak.
Pastoor was toen Anthonius Osse. Hij is van groot belang geweest voor Bornerbroek en omstreken, de straat waar deze kerk aan staat is naar hem vernoemd.

## Interieur
Opvallend zijn de muurschilderingen op de triomfboog, voorstellingen van het Lam Gods. Deze zijn geschilderd in de stijl van het symbolisme. De maker is onbekend.
Op de glas-in-loodramen zijn heiligen afgebeeld,  Maria Magdalena in de Theresiakapel en in de doopkapel Henricus. Ook zijn er beelden, onder andere van het Heilig Hart van Maria, Sint Josef met kind Jezus en Stephanus. Het orgel is in 1980 gebouwd door Vermeulen in Alkmaar. Van 1986 tot 2009 zijn er veel herstelwerkzaamheden geweest.